# Diana Peñalver
Pour les articles homonymes, voir Peñalver.
 (avril 2024).
Si vous disposez d'ouvrages ou d'articles de référence ou si vous connaissez des sites web de qualité traitant du thème abordé ici, merci de compléter l'article en donnant les références utiles à sa vérifiabilité et en les liant à la section « Notes et références ».
Diana del Campo Peñalver, née à Séville le 23 septembre 1965, connue sous le nom de Diana Peñalver, est une actrice espagnole.

## Biographie
Elle débute comme actrice dans le monde du théâtre, elle participe à des productions telles que Las galas del difunto, de Valle-Inclán, mise en scène par Gerardo Malla en 1987.
Elle fait ses débuts sur grand écran en 1984 avec le film Le Cas d'Almería (1984). Au cours des années 1980, elle travaille sous la direction de réalisateurs tels que Miguel Picazo (Extramuros, 1985), Vicente Aranda (Le temps du silence en 1986, El Lute : Camina o Revienta en 1987), Fernando Trueba (L'Année des lumières, 1986), Luis García Berlanga (Maures et Chrétiens, 1987) ou Jaime Chávarri (Las cosas del querer, 1989).
Elle combine cette activité cinématographique avec des seconds rôles dans des séries télévisées comme Lorca, mort d'un poète (1987), Juncal (1989), El olivar de Atocha (1989) ou El mundo de Juan Lobón (1989). Elle a cependant gagné en popularité grâce à Fernando Colomo, qui lui a proposé le rôle de Charo, une jeune andalouse vivant à Madrid, où elle partage un appartement avec Nuri (Carmen Conesa) dans la série à succès Les filles d'aujourd'hui (1991-1992). 
Un an plus tard, elle apparaît dans le film culte Braindead: Your Mother Has Eaten My Dog (1992), du Néo-Zélandais Peter Jackson, et plus tard dans le film Lullaby (1994), de José Luis Garci.
En 1999-2000, elle revient à la télévision pour incarner le personnage de Dori dans la série Telecinco Mediterráneo.
Ces dernières années, elle a concentré son activité sur le théâtre, milieu dans lequel elle avait déjà commencé à se faire remarquer depuis 1993, avec la pièce Dígaselo con Valium, de José Luis Alonso de Santos. Plus récemment, elle est apparue dans The Blackout (1997), de Peter Shaffer, et When I Was Little (2006), dans lesquels elle partage la scène avec Isabel Ordaz et Rosa Mariscal.
De plus, elle a participé à la dernière saison d'El comisario (2008), en tant que réceptionniste au commissariat de San Fernando. Elle est la fille de Santiago del Campo, auteur de la mosaïque qui orne la façade principale du stade Ramón Sánchez-Pizjuán.
Sa dernière apparition à la télévision remonte au premier épisode de la série Physique ou Chimie. Lauréate du Actors Union Award (1991) du meilleur protagoniste télé pour The Girls of Today, série pour laquelle elle a également été nommée aux Fotogramas de Plata la même année.